# Luis Fuentes
Luis Alberto Fuentes Rodríguez (Petorca, 14 agosto 1971) è un ex calciatore cileno, di ruolo difensore.

## Carriera
Si è ritirato dal calcio giocato nel 2014.

## Palmarès

### Club

#### Competizioni nazionali
- Campionato cileno: 3

Cobreloa: Apertura 2003, Clausura 2003, Clausura 2004

### Individuale
- Calciatore dell'anno (Cile): 1

2004